# جو وون
جو وون (هانغل: 주원)؛ من مواليد 30 سبتمبر 1987 هو ممثل جنوب كوري اشتهر بأدواره البطولية في المسلسلات التلفزيونية الجنوب كورية مثل قناع العروس (2012)، الطبيب الجيد (2013)، يونغ بال (2015)، وأليس (2021).

## فيلموغرافيا

### مسلسلات تلفزيونية
| عام       | عنوان                       | الدور                           | المراجع |
| --------- | --------------------------- | ------------------------------- | ------- |
| 2010      | الخبز والحب والأحلام        | غو ما-جون / سيو تاي-غو          | [ 5 ]   |
| 2011–2012 | عائلة أوجاكجيو              | هوانغ تاي-هي                    | [ 6 ]   |
| 2012      | قناع العروس                 | لي كانغ- / تو هيروشي / جاكسيتال | [ 7 ]   |
| 2013      | موظف مدني من الدرجة السابعة | هان جيل-رو / هان بيل-هوون       | [ 8 ]   |
| 2013      | الطبيب الجيد                | بارك شي اون                     | [ 9 ]   |
| 2014      | نايل كانتابيل               | تشا يو-جين                      | [ 10 ]  |
| 2015      | يونغ-بال                    | كيم تاي-هيون                    | [ 11 ]  |
| 2017      | معشوقتي                     | جيون-وو                         | [ 12 ]  |
| 2020      | أليس                        | بارك جين-جيوم                   | [ 13 ]  |
| 2023      | السارق: حارس الكنز          | هوانغ داي-ميونغ / شونك          | [ 14 ]  |
| 2024      | استوديو منتصف الليل         | سيو كي-جو                       | [ 15 ]  |

## مواقع خارجية
- جو وون على موقع IMDb (الإنجليزية)
- جو وون على موقع ميوزك برينز (الإنجليزية)
- جو وون على موقع أول موفي (الإنجليزية)
- جو وون على موقع قاعدة بيانات الفيلم (الإنجليزية)